# Велес-Малага
Ве́лес-Ма́лага (исп. Vélez-Málaga) — город и муниципалитет в Испании, входит в провинцию Малага, в составе автономного сообщества Андалусия. Муниципалитет находится в составе района (комарки) Аксаркия-Коста-дель-Соль.

## Площадь
Занимает площадь 158 км².

## Расположение
Расположен на южых склонах хребта Сиерра-Альгама, в 5 км от Средиземного моря в 35 километрах до административного центра провинции.
Который вместе с горами Сьерра-де-Альмихара на востоке и Сьерра-де-Техеда на западе он образует известняковый массив, который служит физической границей между двумя провинциями, отделяя Ахаркия-Коста-дель-Соль от впадины Гранады.
В окрестностях на берегу моря на западе располагаются небольшие поселения Торре дель Мар, Альмаяте, Валле-Низа, Бенагарафе и Чильчез.  А на востоке Мезкуитилла и Лагос. Которые по сути являются единым городом Велес-Малага, но разделенным частными садами и полями. Потому что все эти деревни городского типа приписаны к общим государственным организациям расположенным в Велес-Малага и Торре дель Мар. Так например Офис по трудоустройству расположен в Велес-Малага и является общим для всех этих посёлков.

## Фотографии
- Городская библиотека. Скульптура у входа.
- Городской аквапарк (Аква-Велес)
- Маяк в Торре-дель-Мар

## Население
| Год  | Численность | Численность   |
| ---- | ----------- | ------------- |
| 2001 | 56 233      | [ 3 ]         |
| 2002 | 57 457      | [ 4 ]         |
| 2004 | 61 797      | [ 5 ]         |
| 2005 | 64 919      | [ 6 ]         |
| 2006 | 67 697      | [ 7 ]         |
| 2007 | 69 604      | [ 8 ]         |
| 2008 | 72 842      | [ 9 ]         |
| 2009 | 74 190      | [ 10 ]        |
| 2010 | 75 623      | [ 11 ]        |
| 2011 | 77 004      | [ 12 ]        |
| 2012 | 78 467      | [ 13 ]        |
| 2013 | 76 911      | [ 14 ]        |
| 2014 | 77 808      | [ 15 ]        |
| 2015 | 78 166      | [ 16 ]        |
| 2016 | 78 890      | [ 17 ]        |
| 2017 | 79 878      | [ 18 ]        |
| 2018 | 80 817      | [ 19 ] [ 20 ] |
| 2019 | 81 643      | [ 21 ]        |
| 2020 | 82 365      | [ 22 ]        |
| 2021 | 82 967      | [ 23 ]        |
| 2022 | 83 899      | [ 24 ]        |
| 2023 | 85 377      | [ 25 ]        |
| 2024 | 85 990      | [ 1 ]         |

### Известные жители и уроженцы
- Самбрано, Мария
- Йерро, Фернандо
- Ампаро Муньос, актриса, Мисс Вселенная (1974)